# Veronica macrocalyx
Veronica macrocalyx är en grobladsväxtart som beskrevs av Armst.. Veronica macrocalyx ingår i släktet veronikor, och familjen grobladsväxter. Utöver nominatformen finns också underarten V. m. humilis.